# Timothy Garton Ash
Timothy Garton Ash CMG (London, 1955. július 12. –) brit történész, író és kommentátor. Az Oxfordi Egyetem Európai Tanulmányok professzora. Munkásságának nagy része Európa jelenkori történetével foglalkozik, különös tekintettel Közép- és Kelet-Európára.
Írt a régió egykori kommunista rendszereiről, a titkosrendőrséggel kapcsolatos tapasztalataikról, az 1989-es forradalmakról és a volt keleti blokk államainak az Európai Unió tagállamává válásáról. Vizsgálta továbbá Európa szerepét a világban, valamint a politikai szabadság és a sokszínűség összeegyeztetésének kihívását, különösen a szólásszabadsággal kapcsolatban.

## Iskolái
John Garton Ash (1919-2014) és Lorna Judith Freke gyermekeként született. Apja a cambridge-i Trinity Hallban tanult, és a pénzügyekkel foglalkozott, valamint a második világháború alatt a brit hadsereg királyi tüzérségi tisztjeként szolgált. Garton Ash a Surrey megyei Hindheadben lévő St Edmund's Schoolban tanult, majd a délnyugat-angliai Dorsetben lévő Sherborne Schoolba, egy állami iskolába, majd az oxfordi Exeter College-ba járt, ahol modern történelmet tanult.
Posztgraduális tanulmányait az oxfordi St Antony's College-ban végezte, majd a még mindig megosztott Berlinben a nyugat-berlini Szabad Egyetemre és a kelet-berlini Humboldt Egyetemre járt. Kelet-berlini tanulmányai alatt a Stasi megfigyelése alatt állt, ami az 1997-ben megjelent The File című könyvének alapjául szolgált. Garton Ash gyanús figura volt a Stasi számára, akik „polgári-liberálisnak” és potenciális brit kémnek tekintették.
Bár tagadja, hogy a brit hírszerzés ügynöke lenne vagy lett volna, Garton Ash „ellenséges vonalak mögötti katonának” nevezte magát, és a Német Demokratikus Köztársaságot „valóban nagyon csúnya rezsimnek” minősítette.

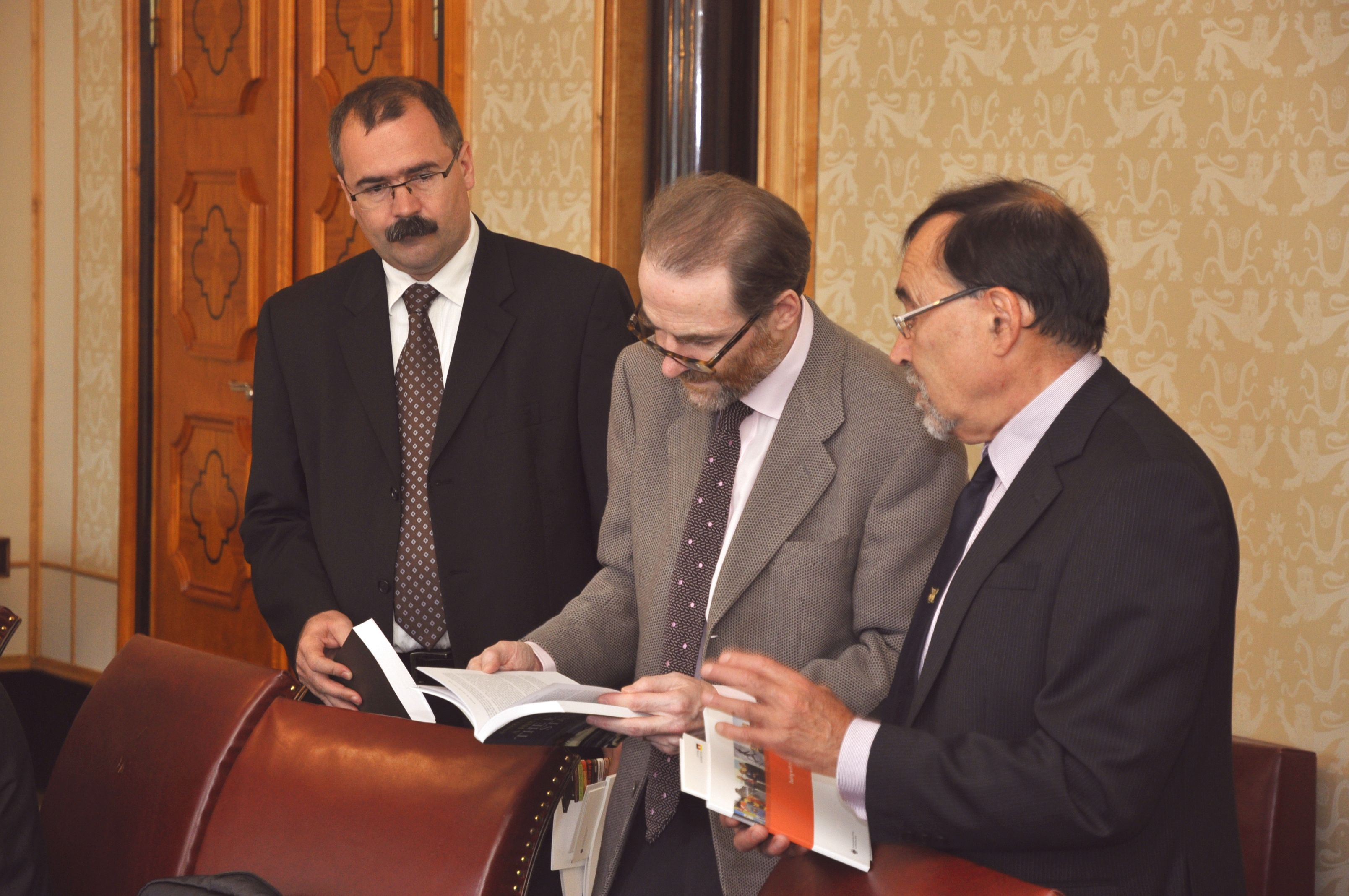
Pavel Žáček, Timothy Garton Ash és Kristian Gerner (Tallinn, 2012)

## Pályafutása
Az 1980-as években Garton Ash a The Spectator külföldi szerkesztője és a The Independent rovatvezetője volt. 1989-ben az oxfordi St Antony's College ösztöndíjasa lett, 2000-ben a Stanford Egyetem Hoover Intézetének vezető munkatársa, 2004-ben pedig az Oxfordi Egyetem Európai Tanulmányok professzora. 2004 óta ír (korábban heti rendszerességgel) rovatot a The Guardian című lapban, és hosszú ideje a New York Review of Books munkatársa. Rovatát a Radikal című török napilap[8] és az El País című spanyol napilap, valamint más újságok is lefordították.
2005-ben Garton Ash-t a Time magazin a 100 legbefolyásosabb ember közé sorolta. A cikk szerint „a polcokon tölti életét a legtöbb történelmi mű. De az a fajta történelem, amit Garton Ash ír, inkább a világ döntéshozóinak íróasztalán hever”.

## Geopolitika
Garton Ash liberális internacionalistaként jellemzi magát. Támogatja az általa szabad világnak és liberális demokráciának nevezett világot, amelyet szerinte az Európai Unió, az Egyesült Államok mint szuperhatalom és Angela Merkel németországi vezetése képvisel. Garton Ash ellenezte a skót függetlenséget, és a britség mellett érvelt a The Guardian című lapban: „britnek lenni olyasmivé változott, amit érdemes megőrizni, különösen a migráció világában, ahol a népek egyre inkább összekeverednek egymással. Ahogy az egykori brit birodalom különböző részeiből egyre nagyobb számban érkeztek ide férfiak és nők, a posztimperialista identitás ironikusan, de nem véletlenül a legliberálisabb, legpolgáriasabb, legbefogadóbb identitássá vált”.
Garton Ash először a hidegháború idején vált ismertté a szólásszabadság és az emberi jogok támogatójaként a Szovjetunióhoz és a keleti blokkhoz tartozó országokban, különös tekintettel Lengyelországra és Németországra. Az utóbbi időben a brit liberális, EU-párti álláspontot képviseli, idegesen Vlagyimir Putyin, Donald Trump és a Brexit felemelkedése miatt. Határozottan ellenzi az uniós országok konzervatív és populista vezetőit, például a magyarországi Orbán Viktort, azzal érvelve, hogy Merkelnek „ki kellene őt fagyasztania”, ezzel „megbékélést” idézve. Különösen felháborodott Orbán Viktor Soros György Közép-európai Egyeteme elleni lépése miatt. A szovjetellenes témák és Lengyelország továbbra is Garton Ash érdeklődésének középpontjában állnak; az egykor a lengyelországi keleti blokk-ellenes mozgalom támogatójaként sajnálattal állapítja meg a liberalizmustól és a globalizmustól a populizmus és a tekintélyelvűség irányába való elmozdulást olyan szociálisan konzervatív politikai és vallási vezetők alatt, mint Jarosław Kaczyński, hasonlóan a magyarországi Orbán Viktorral szembeni kritikájához. A Homelands: A Personal History of Europe című könyvének recenziójában a Newsweek veterán újságírója, Andrew Nagorski a következőket írta: „A könyv kíméletlenül leírja a kemény politikai elnyomást és a szörnyű gazdasági kudarcokat, amelyek az úgynevezett vasfüggöny mögötti országokat jellemezték, ugyanakkor megidézi egy olyan rendszer "abnormális normalitását", amely kíméletlenül elfojtott minden reményt a változásra, mégis arra ösztönözte az embereket, hogy "a legjobbat hozzák ki" a reménytelennek tűnő helyzetükből”. Ebben a könyvében Garton Ash leírja, hogy találkozott Władysław Bartoszewskivel, és hogy „nemcsak az ellenzék e magas rangú tagjának hangos, gyors hangja, hanem az a magabiztos jóslata is megdöbbentette, hogy az orosz birodalom a század végére összeomlik. Ez akkor történt, amikor Európa hidegháborús megosztottsága megváltoztathatatlan ténynek tűnt”.

## Magánélete
Timothy Garton Ash és lengyel származású felesége, Danuta elsősorban az angliai Oxfordban élnek, valamint a kaliforniai Stanford Egyetem közelében, a Hoover Intézetben végzett munkájának részeként. Két fiuk van, Tom Ash, egy kanadai webfejlesztő, és Alec Ash, Kínával foglalkozó író és szerkesztő. Idősebb testvére, Christopher, az anglikán egyház papja.

## Bibliográfia
- Und willst du nicht mein Bruder sein ... Die DDR heute (Rowohlt(wd), 1981) ISBN 3-499-33015-6
- The Polish Revolution: Solidarity, 1980–82 (Scribner(wd), 1984) ISBN 0-684-18114-2
- The Uses of Adversity: Essays on the Fate of Central Europe (Random House(wd), 1989) ISBN 0-394-57573-3
- The Magic Lantern: The Revolution of 1989 Witnessed in Warsaw, Budapest, Berlin, and Prague (Random House, 1990) ISBN 0-394-58884-3
- In Europe's Name: Germany and the Divided Continent (Random House, 1993) ISBN 0-394-55711-5
- The File: A Personal History (Random House, 1997) ISBN 0-679-45574-4
- History of the Present: Essays, Sketches, and Dispatches from Europe in the 1990s (Allen Lane(wd), 1999) ISBN 0-7139-9323-5
- Free World: America, Europe, and the Surprising Future of the West (Random House, 2004) ISBN 1-4000-6219-5
- Facts are Subversive: Political Writing from a Decade without a Name (Atlantic Books, 2009) ISBN 1-84887-089-2
- (edited, with Adam Roberts) Civil Resistance and Power Politics: The Experience of Non-violent Action from Gandhi to the Present (Oxford University Press(wd), 2011) ISBN 9780199552016
- Free Speech: Ten Principles for a Connected World (Yale University Press(wd), 2016) ISBN 978-0-300-16116-8
- (edited, with Adam Roberts, Michael J. Willis, and Rory McCarthy) Civil Resistance in the Arab Spring: Triumphs and Disasters (Oxford University Press, 2016) ISBN 9780198749028
- Obrona Liberalizmu (Fundacja Kultura Liberalna, 2022) ISBN 9788366619067
- Homelands: A Personal History of Europe (Yale University Press, 2023)[28] ISBN 9780300257076

### Magyarul megjelent
- A birodalom hanyatlása. Létezik-e Közép-Európa? Esszék; AB Független Kiadó, Budapest, 1989
- A lengyel forradalom. A Szolidaritás (The Polish revolution) – AB-Beszélő, Budapest, 1990 · ISBN 963-02-7745-X · fordította: Háberman Gusztáv
- A balsors édes hasznai (The uses of adversity) – Európa / Századvég, Budapest, 1991 · ISBN 9630753200 · vál. Kenedi János, szerk. Barna Imre, fordította: Barabás András, Kozma Zsolt, Könczöl Csaba, Pap Mária
- Szólásszabadság. A globálisan összekapcsolt világ tíz alapelve (Free Speech) – Európa, Budapest, 2022 · ISBN 9789635045051 · fordította: Frank Orsolya
- Európa. A személyes tapasztalatok kontinense – Európa, Budapest, 2024 · ISBN 9789635049363 · fordította: Pék Zoltán

## Díjak és kitüntetések
- Somerset Maugham Award, for The Polish Revolution: Solidarity (1984)
- Prix Européen de l'Essai Charles Veillon (1989)
- Premio Napoli, for journalism (1995)[29]
- Order of Merit from the Czech Republic
- Order of Merit from Germany(wd)[30]
- Order of Merit of the Republic of Poland(wd)
- Honorary doctorate from St Andrews University, Scotland
- Hoffmann von Fallersleben Prize(wd) for political writing (2002)
- Companion of the Order of St Michael and St George(wd) (CMG)
- Orwell Prize for journalism (2006)
- Kullervo Killinen Prize from Finland (2006)
- Honorary doctorate(wd) from KU Leuven, Belgium[31]
- Fellow of the Royal Society of Arts(wd) (FRSA)
- Charlemagne Prize(wd) (2017)[32]
- Lionel Gelber Prize(wd) for Homelands: A Personal History of Europe (2024)[33]
- Honorary doctorate at Vytautas Magnus University(wd), Lithuania (2024)[34]

## Fordítás
- Ez a szócikk részben vagy egészben  a   Timothy Garton Ash című angol Wikipédia-szócikk fordításán alapul.  Az eredeti cikk szerkesztőit annak laptörténete sorolja fel. Ez a jelzés csupán a megfogalmazás eredetét és a szerzői jogokat jelzi, nem szolgál a cikkben szereplő információk forrásmegjelöléseként.